# Султани (монета)
 Тази статия е за златната монета.  За едноименното село вижте Султани.  
Султанѝ или султанъ, известна и като алтън, е османска златна монета, разпространена както в Османската империя, така и в други страни в Средиземноморието.

## История
За първи път монетата хазене-и султание е сечена през 882 година по Хиджра (1477 – 1478) по време на второто управление на султан Мехмед II (1451 – 1481). За образец е възприет златният венециански дукат. С това се поставя началото на османското златно монетосечене. По времето на султан Мехмед II средното чисто тегло на златото в монетите се изчислява на 3,43 г, а според други изчисления – на 3,50 г. През следващите столетия тези монети, независимо от монетарницата, в която са отсечени, са с постоянно златно съдържание и тегло.
Първоначално монетите са сечени в Кустантиние (Цариград), а по-късно в Сироз (Сяр). При управлението на Селим I (1512 – 1520) са сечени и в монетарници в Източен Анадол, Сирия и Египет. След разработването на златните находища край Сидерокапса и Кратово при Сюлейман I (1520 – 1566) тези градове, наред с Цариград и Кайро, се превръщат в основни центрове на златното монетосечене в Османската империя. Към тях се добавят и монетарниците в Белград, Ново бърдо, Сребреница и други.
През 1525 година един алтън се разменя за 59 сребърни акчета, а през първата половина на XVII в. – за 120 акчета. Това се дължи на обезценяването на акчето.
През първата половина на XVI век основните златни монети в обръщение в Османската империя са алтънът, венецианският дукат и египетското ашрафи. През по-голямата част на XVI век обменият курс между алтъна и дуката остава стабилен. Един златен дукат е равен на златен султанѝ. В началото на XVII век този курс започва да се променя в полза на дуката.